# Roadrunner Records
Roadrunner Records este o casă de discuri olandeză-americană ce se concentrează pe muzică hard rock și heavy metal. Fondată în Țările de Jos în 1980, acum este o divizie a Warner Music Group și are sediul în New York City. Văzută anterior ca una dintre cele mai puternice case independente de metal din anii 1980 și 1990, a devenit în cele din urmă o serie masivă de trupe de metal; cele mai văzute în Roadrunner United și următorul concert live. De atunci, casa a continuat să lanseze lansări majore. Cu toate acestea, până în anii 2020, majoritatea actelor majore părăsiseră eticheta; a fost achiziționat și de Warner Music, fiind retrogradat la ceva mult mai mic decât înainte.